# Wang Guxiang
Wang Guxiang (xinès: 王谷祥; pinyin: Wáng Gǔxiáng), també conegut com a Luzhi i Youshi, fou un pintor xinès que va viure sota la dinastia Ming. Va néixer a Changzhou, província de Jiangsu vers l'any 1501 i va morir el 1568. Va ser funcionari amb el grau jinzhi. Per raons que es desconeixen (se sap poc de la seva biografia) va deixar de pintar a la meitat de la seva vida. Va ser un pintor paisatgista que també va ser cèlebre pintant flors i ocells. Va estudiar pintura amb Wen Zhenming. Es troben obres seves al Museu de Honolulu, al Museu Nacional del Palau de Taipei, al Museum für Ostasiatische Kunst de Colònia i al Museu de Xangai.